# 谢梅伊基诺农村居民点
谢梅伊基诺农村居民点（俄语：Семейкинское сельское поселение）是俄罗斯联邦伊万诺沃州舒亚区所属的一个农村居民点。其下辖有10个居民点，行政中心为菲利诺。据2016年统计，该农村居民点的人口为3643人。